# Goričani (Serbia)
Goričani (cyr. Горичани) – wieś w Serbii, w okręgu morawickim, w mieście Čačak. W 2011 roku liczyła 698 mieszkańców.